# アフリカ馬疫
アフリカ馬疫（アフリカばえき、英:African horse sickness）はアフリカ馬疫ウイルス感染を原因とするウマの感染症。日本では家畜伝染病予防法に基づく家畜伝染病の一つ。

## 原因と症状
本疾病の原因となるアフリカ馬疫ウイルスはレオウイルス科オルビウイルス属に属する。対象動物は馬。
ウマ同士での接触では感染は成立せず、節足動物の媒介により感染が成立する。この節足動物は主にヌカカの可能性が考えられている。
ウイルスの病原性及び感染歴の有無により、肺臓型、心臓型、混合型、発熱型の4種に分類される。発熱型はアフリカのシマウマやロバで認められる。
発熱型以外は致死率が高いのが特徴で、発症後2週間以内で概ね死亡する。

## 対処
生ワクチンが実用化されており、常在国では使用されている。
一方、清浄国では摘発淘汰方式が選択される。日本も摘発淘汰方式であり、国内では家畜伝染病予防法において法定の家畜伝染病に指定されている。
本疾病への感染が確認された馬が出た場合、蔓延を防ぐ為、法令や規則に基づき競走馬や繁殖馬としての登録の抹消と家畜伝染病予防法第17条に基づく殺処分命令が出される。当該患畜の所有者・管理者はこれを受け入れ、速やかに処分を実施しなければならない義務を負う。家畜伝染病予防法第17条に基づく殺処分命令の権限は都道府県知事が持つ。また、家畜伝染病予防法第21条により、患畜の死体について遅滞無く焼却または埋却する事も所有者には義務づけられる。
なお、日本国内での感染例は現時点では存在しない。